# Radiolucina jessicae
Radiolucina jessicae is een tweekleppigensoort uit de familie van de Lucinidae. De wetenschappelijke naam van de soort is voor het eerst geldig gepubliceerd in 2012 door Garfinkle.